# Żmija iberyjska
Żmija iberyjska (Vipera latastei) – gatunek jadowitego węża z rodziny żmijowatych (Viperidae).

## Wygląd
Długość 50–75 cm. Głowa oddzielona od ciała przewężeniem szyjnym. Na końcu pyska występuje wyrostek przypominający róg. Źrenice pionowe, szparowate. Łuski z kilami. Wierzch ciała szary, brązowy, czerwonawo-brązowy lub beżowy. Wzdłuż grzbietu ciemna linia falista lub zygzak. Brzuch szary w ciemne cętki.

## Występowanie
Półwysep Iberyjski oraz północno-zachodnia Afryka (Algieria, Maroko, Tunezja). Według niektórych autorów populacje z północno-zachodniej Afryki należą do odrębnego, blisko spokrewnionego gatunku Vipera monticola.
Występuje na kamienistych i nasłonecznionych zboczach porośniętych krzewami lub w lasach. W górach dociera do wysokości 4000 m n.p.m.

## Rozmnażanie
Jajożyworodna, samica rodzi 2–6 młodych.

## Zagrożenie
Słabo jadowita i płochliwa, lecz w sytuacji bezpośredniego zagrożenia potrafi boleśnie kąsać.

## Podgatunki
Wyróżnia się trzy podgatunki V. latastei:
- Vipera latastei latastei
- Vipera latastei arundana
- Vipera latastei gaditana